# Промишленна
Проми́шленна (рос. Промышленная) — селище міського типу, центр Промишленнівського округу Кемеровської області, Росія.

## Населення
Населення — 18045 осіб (2010; 17654 у 2002).